# Raphaël Barontini
Raphaël Barontini est un artiste plasticien français né en 1984 à Saint-Denis (Seine-Saint-Denis).

## Parcours
Diplômé des Beaux-Arts de Paris et du Hunter College of Art de New York, ses créations, issues de sa résidence LVMH Métiers d’art, ont été exposées en 2021 au Studio des Acacias lors de son exposition «SOUKHOS».
Vivant et travaillant toujours à Saint-Denis , le plasticien travaille sur l’histoire coloniale française que ce soit pour l'exposition «SOUKHOS» qu'en 2023 pour rendre hommage aux héros effacés de la lutte contre l’esclavage dans l'exposition « We Could Be Heroes » au Panthéon de Paris.

## Expositions
- 2014 : Parade, La Fabrique de la ville
- 2019 : En la Plaza de mi Pueblo, Médiathèque du Gévaudan - Marvejols
- 2021 : Odyssée, École supérieure d'art et de design Toulon Provence Méditerranée
- 2021 : SOUKHOS, Studio des acacias
- 2021 : J’habite un long silence, MO.CO  & Musée archéologique Henri Prades
- 2022 : Dithyrambe au Centurion, La Halle - Pont en Royans
- 2023 : We Could Be Heroes, Panthéon
- 2025 : Quelque part dans la nuit, le peuple danse, Palais de Tokyo